# 津軽義孝
津軽 義孝（つがる よしたか、1907年12月18日 - 1994年8月22日）は、日本の華族、馬事関係者。旧弘前藩津軽家第14代当主・伯爵。正仁親王妃華子の父。

## 人物
1907年12月18日、尾張徳川家分家の男爵徳川義恕の次男として東京府で出生した。母が津軽家12代当主の津軽承昭の娘であり、13代当主の津軽英麿に継嗣がいなかったことにより、1919年に津軽家に養子の形で入り、英麿薨去後に14代当主として家督を継承し伯爵を襲爵した。実兄・徳川義寛は、昭和天皇の侍従（侍従次長・侍従長）として半世紀以上仕え、実妹・北白川祥子は皇族妃から香淳皇后の女官（女官長、皇太后宮女官長）となり30年仕えた。
旧制学習院高等科を経て東北帝国大学理学部を中退後、幼少時より馬に親しんでいたことから、第二次世界大戦前に存在した日本競馬会に奉職し、宮内省下総御料牧場で競走馬の育成に携わった。
1952年、日本競馬会外郭団体の競馬共助会監事を務めていた時、日本競馬の戦後復興の柱となった南半球（豪州・ニュージーランド）生産馬（いわゆる『豪サラ』馬）について、津軽自身が現地から競走馬17頭、妊娠中の牝馬7頭を購入し、輸入に携わった。
1953年には東京競馬場の調教師であった尾形藤吉と共にアメリカ合衆国へ渡航し、現地の競馬事情を視察して回ったこともある。
1955年から1965年まで日本中央競馬会（JRA）馬事公苑の苑長を務め、JRA長期騎手課程訓練生の教育を監督し、第18回夏季オリンピック東京大会では馬事公苑が馬術競技会場となったことから東京オリンピック準備室室長も務めた。また馬事公苑でのポニーの繋養やポニー乗馬などの普及についても自ら提案し、一般人にも馬に親しむ環境づくりにも腐心した。
また、1956年の第16回夏季オリンピックメルボルン大会では日本近代五種競技連合の視察員として、メルボルンへ赴き、競技についての報告書を書き残している。
1965年に日本中央競馬会監事に就任。財団法人馬事文化財団理事長、馬の博物館館長などを歴任、1989年から1994年まで徳川宗敬の後任として第4代日本博物館協会会長を務めた。
1994年8月22日、心不全のために死去。86歳没。

## 家族
- 妻：久子 - 子爵毛利元雄（毛利元敏は父）の長女[9]
  - 長女：泰子（1931 - 2023） - 西田幾久彦（西田幾多郎孫）の妻
    - 長男：西田健
    - 次男：津軽晋 - 祖父の養嗣子

  - 二女：美枝子（1933 - ） - 山田英夫の妻
  - 三女：明子（1934 - ） - 高野実の妻
  - 四女：華子 （1940 - ） - 常陸宮正仁親王の妃。